# Шевченко, Владимир Андреевич
Влади́мир Андре́евич Шевче́нко  (17 июля 1936 — 29 июля 2005) — советский и российский генетик, радиобиолог и радиоэколог, доктор биологических наук.

## Научный вклад
Занимался исследованием флоры и фауны на радиационно-загрязнённых территориях Восточно-Уральского радиоактивного следа, Семипалатинского полигона, в Чернобыле и других регионах. Результаты его работ внесли значительный вклад в современную радиационную генетику. Им открыто явление радиоадаптации популяций, дан анализ микроэволюционных процессов, протекающих в облучаемых популяциях растений и животных в ряде поколений, проведено исследование дозовых зависимостей генетических эффектов при воздействии различных радионуклидов.
Многие годы В. А. Шевченко занимался изучением генетических последствий облучения человека. Участвовал в обследовании жителей в районах, пострадавших в результате атомных катастроф (Чернобыльская АЭС, Семипалатинский полигон в СССР, станция Три Майл Айленд в США).
В. А. Шевченко являлся экспертом по радиационной генетике в Научном Комитете ООН по действию атомной радиации (НКДАР). Он участвовал в Генеральных ассамблеях НКДАР с 1995 по 2001 гг.

## Общественная деятельность
В. А. Шевченко являлся президентом Радиобиологического общества России, членом Ядерного общества России, председателем секции радиационной генетики Научного Совета РАН по проблемам радиобиологии, председателем секции генетики Московского общества испытателей природы, членом редколлегии журнала «Радиационная биология. Радиоэкология».

## Награды
За участие в работе по ликвидации последствий Чернобыльской катастрофы В. А. Шевченко был награждён орденом Трудового Красного Знамени.
За выдающиеся достижения в области радиационной генетики он был награждён в 2003 году именной медалью им. Н. В. Тимофеева-Ресовского. В 2004 году присвоено звание «Заслуженный деятель науки Российской Федерации».

## Память
В память о Владимире Андреевиче Шевченко Научным обществом «Биосфера и человечество» учреждена медаль «За успехи в радиационной генетике».